# Readerielliopsidaceae
Readerielliopsidaceae is een monotypische familie van schimmels dat behoort tot de orde Capnodiales. Het bevat alleen het geslacht Readerielliopsis.